# Listă de regizori bosniaci
Aceasta este o listă de regizori de film bosniaci:

Cuprins: Început - 0–9 A B C D E F G H I J K L M N O P Q R S T U V W X Y Z

## B
- Alma Bećirović
- Aida Begić
- Jan Beran

## D
- Jasmin Dizdar
- Nenad Dizdarević
- Alen Drljević
- Jasmin Duraković

## Č
- Bahrudin (Bato/Bata) Čengić (1931-2007)

## D
- Alen Drljević

## Đ
- Branko Đurić

## F
- Benjamin Filipović

## I
- Mirza Idrizović
- Ahmed Imamović

## J
- Elmir Jukić

## K
- Emir Kapetanović
- Ademir Kenović
- Hajrudin Krvavac
- Sulejman Kupusović
- Emir Kusturica (bosniaco-sârb)

## L
- Faruk Lončarević

## M
- Slobodan Maksimović
- Miroslav Mandić
- Dino Mustafić

## N
- Antonio Nuić (bosniaco-croat)

## P
- Haris Pašović

## R
- Ivan Ramadan

## S
- Ena Sendijarević
- Faruk Sokolović
- Boro Stjepanović

## T
- Danis Tanović
- Ines Tanović
- Dinko Tucaković

## V
- Srđan Vuletić

## Ž
- Pjer Žalica
- Jasmila Žbanić